# فابیو بورینی
فابیو بورینی (ایتالیایی: Fabio Borini؛ زادهٔ ۲۹ مارس ۱۹۹۰) بازیکن فوتبال اهل ایتالیا است.
وی سابقه بازی در تیم‌های چلسی، سوانسی سیتی، رم، لیورپول، ساندرلند، میلان و ورونا را دارد.
بورینی سابقه بازی برای تیم ملی زیر ۱۷ سال، زیر ۱۹ سال، زیر ۲۱ سال و تیم ملی فوتبال ایتالیا را در کارنامه دارد.